# Christophe Ier de Dohna-Schlodien
Christophe Ier, burgrave et comte de Dohna-Schlodien (né le 2 avril 1665 au château de Coppet sur le lac Léman et mort le 11 octobre 1733 à Schlodien) est un général et diplomate brandebourgeois-prussien.

## Biographie
Christoph von Dohna est le fils de Frédéric de Dohna (1621-1688), gouverneur de la principauté d'Orange, et d'Espérance du Puy Montbrun. Comme son frère Alexander von Dohna, il est éduqué, entre autres, par Pierre Bayle et rejoint l'armée brandebourgeoise comme cornette en 1670. En 1680, il devient capitaine dans le régiment d'infanterie von Barfus (de) sous le commandement d'Hans Albrecht von Barfus (de) et participe à la campagne de 1686 en Hongrie contre les Turcs. Le 20 octobre 1689, il devient colonel des Grands Mousquetaires et combat à ce titre contre la France en 1692 (siège de Bonn, bataille de Fleurus). En 1698, il devient chef du régiment à pied von Barfus, le 20 août il devient général de division et envoyé en Angleterre (de), et le 3 novembre 1699 il devient véritable conseiller privé. Le 17 janvier 1701, il est l'un des quinze premiers gentilshommes à être admis dans le Haut ordre de l'Aigle noir et est de nouveau envoyé en mission diplomatique à Londres et est promu lieutenant général le 4 février 1702.
En tant qu'opposant au comte Kolbe von Wartenberg, il se retire en grande partie de la cour en 1704 et n'est réactivé qu'après sa chute. En 1711, il est ambassadeur royal de Prusse lors de l'élection de Charles VI. Le 28 mars 1713, il est promu général d'infanterie par le nouveau roi Frédéric Ier. Il devint également un véritable conseiller d'État et de guerre secret ainsi que gouverneur de Preußisch Holland. En 1715, il participe au siège de Stralsund. Son adjudant est Friedrich Otto von Barfus, le fils aîné de son ancien supérieur.
Le 10 février 1716, Dohna abandonne son régiment, démissionne de ses fonctions et se retire dans sa propriété de Schlodien. Il y fait construire un palais baroque de 1701 à 1704 d'après les plans de Jean de Bodt. Christophe devient ainsi l'ancêtre de la branche Dohna de Schlodien.

## Famille
Le 18 novembre 1690, il se marie avec Frede (Friederike) Marie (née le 28 décembre 1660 et morte le 22 novembre 1729 à Dantzig), fille du comte Christian Albrecht von Dohna. Le couple a les enfants suivants :
- Carl Florus (né le 6 décembre 1693 et mort le 29 juillet 1765), héritier, fondateur de la fidéicommis de la famille Schlodien-Carwinden, marié :
  - le 1er décembre 1719 avec la comtesse Johanna Charlotte zu Dohna-Schlobitten (née le 9 décembre 1699 et morte le 12 novembre 1726)
  - le 20 novembre 1727 avec la comtesse Albertine zu Dohna-Lauck (née le 19 août 1684 et morte le 4 juin 1751) ;
  - le 30 novembre 1752 avec la comtesse Dorothea von Schwerin (née le 12 août 1715 et morte le 22 novembre 1787)
- Wilhelm Alexander (de) (né le 31 janvier 1695 et mort le 9 juillet 1749) marié à Mallmitz le 4 novembre 1722 avec la comtesse Henriette von Roedern (née le 8 janvier 1694 et morte le 13 février 1760)
- Christophe (né le 25 octobre 1702 et mort le 19 mai 1762) marié à Wildenfels le 18 octobre 1734 avec la comtesse Friederike zu Solms-Wildenfels (née le 28 mai 1714 et morte le 9 avril 1755)
- Frédéric (1697-1699)
- Christian, (né le 23 août 1704 et mort après 1733 en Amérique)
- Théodore Émilius, (1706-1707)
- Amalia, (née le 4 juin 1692 et morte le 20 octobre 1761) mariée à Berlin le 3 février 1715 avec le prince Hans Carl zu Carolath-Beuthen (de) (1688-1763)
- Frede-Marie, (née le 31 décembre 1695 et morte le 30 juin 1772) ; mariée à Schlodien 1714 avec Adolph Christian zu Dohna-Lauck (né le 4 juillet 1683 et mort le 13 septembre 1736)
- Sophia Charlotte, (née le 16 septembre 1699 et morte le 29 janvier 1778)
- Ursula Anna, (née le 31 décembre 1700 et morte le 17 mars 1761) mariée à Schlodien le 3 décembre 1721 avec le duc Frédéric-Guillaume II de Schleswig-Holstein-Sonderbourg-Beck (1687-1749)
- Louise Albertine (1708-1709)